# فارون شارما
فارون شارما هو ممثل هندي، ولد في 4 فبراير 1990 في الهند.

## أعمال

### أفلام
- (2015) دلوالي[4]

### مسلسلات
- ساسورال سيمار كا

## وصلات خارجية
- فارون شارما على موقع IMDb (الإنجليزية)
- فارون شارما على موقع قاعدة بيانات الفيلم (الإنجليزية)